# Самарское (Васильковский район)
Самарское (укр. Самарське) — село,
Павловский сельский совет,
Васильковский район,
Днепропетровская область,
Украина.
Код КОАТУУ — 1220787712. Население по переписи 2001 года составляло 38 человек.

## Географическое положение
Село Самарское находится на расстоянии в 1 км от села Широкое и в 1,5 км от села Тихое.